# Нижнечулымское наречие
Нижнечулы́мское наречие — исчезнувший тюркский идиом северноалтайской группы.
Традиционно описывается как нижнечулымский диалект чулымского языка, при том, что так называемый среднечулымский диалект относится к хакасской группе.
Отмечается сходство с томским и прочими сибирскотатарскими идиомами.

## Сведения
Нижнечулымское наречие использовалось в Томской области, в Асиновском и Зырянском районах в основном.
Выделялись следующие диалекты: кецик, кюэрик (у В. Радлова в хакасской группе), ячинский, чибинский, ежинский.
Нижнечулымский отражает пратюркское -d- как -j-, то есть относится не к хакасским, а к северноалтайским: айақ 'нога' (в среднечулымском азақ).
Противопоставление звонких и глухих согласных в абсолютном начале и конце слова снято в пользу глухих, в то время как в интервокальной позиции глухие последовательно озвончаются.
Числительные '80' и '90' имеют формы, отличные от остальных северноалтайских: сексон, тоқсон (вместо сегизон/сегизен, тоғузон/тоғузан) — изоглосса с халаджским, среднечулымским, кыпчакскими (кроме южноалтайского), карлукскими и огузскими.
Во всех позициях начальное пратюркское j- отражается как j-: йӓр 'земля', йамығ 'кожа'.
Пратюркское č в нижнечулымском во всех позициях имеет свистящие рефлексы: цац 'волосы', пыҙақ или пуҙақ 'нож' (ҙ — аффриката, озвонченное ц).
Последний носитель нижнечулымского наречия умер в 2011 году. 